# Saint-Vougay
Saint-Vougay è un comune francese di 924 abitanti situato nel dipartimento del Finistère nella regione della Bretagna.

## Società

### Evoluzione demografica
Abitanti censiti

## Monumenti
- Castello Kerjean